# Zunanji odnosi podkraljestva Nove Španije
Odnosi Nove Španije s svetom in njeno okolico so bili niz gospodarskih gibanj v Ameriki, ki so se začela po njenem odkritju, z namenom nadzora morskih poti in krepitve gospodarstva španskega imperija. Po odkritju Amerike je ta postala dopolnilo za nov začetek; španski imperij je odprl zunanjo in notranjo trgovino z večimi evropskimi državami kot so Anglija, Italija, Nemčija in Francija, s katerimi je metropola ohranjala dobre gospodarske odnose vse do konca 16. Stoletja. Ob koncu 17.stoletja ko je Španija izgubila ozemlje, je ta nameravala vzpodbuditi različne reforme, ki so dobile pravi zagon v 18.stoletju in so bile vzrok za začetek oblikovanja novih neodvisnih idej v drugi polovici tega stoletja.

Odnos z španskim svetom zunaj njenih mej. Odkritje Amerike in kolonizacija njenega teritorija, vseh njenih velikih bogastev in koristi, ki si jih je prilastila Španska krona, so vzbudile zanimanje ostalih evropskih narodov, zlasti Angležev, Francozev in Nizozemcev , ki so prav tako želeli razširiti svoja ozemlja in povečati svojo ekonomsko posest. Španija, vneta za ohranitev svojih privilegijev v Ameriki, je kasneje ustanovila nov režim plovbe, zaprtega trgovanja in protekcionizma, da bi s tem ohranjala ekonomski tok merkantilizma, ki je nalagal nepopustljive omejitve trgovanja med državami. Španija si je prizadevala vzpostaviti stroge trgovinske ovire okoli svojih posesti v Ameriki, da bi zaščitila svoj gospodarski monopol. Vendar pa se je ta politika na dolgi rok izkazala za škodljivo, saj je bilo gospodarsko moč Španije osnovano na plemenitih kovinah, pridobljenih v Ameriki, medtem ko so Angleži, Francozi in Nizozemci začeli proizvajati izdelke, ki so jih prodajali po Evropi, vključno s Španijo, ki je bila prisiljena kupovati blago, ki ga niso proizvajali niti na Iberskem polotoku niti v kolonijah. Tako je Španija, v primerjavi z ostalimi evropskimi narodi, začela zaostajati v proizvodnem procesu, saj je sodelovala na svetovnem trgu kot kupec izdelkov, ne pa kot proizvajalec. Po drugi strani pa je, z omejevanjem prostega trgovanja med svojimi kolonijami in drugimi evropskimi državami, Španija spodbudila tihotapstvo, s katerim so blago tajno uvažali v kolonije, prav tako pa je omogočila angleško, francosko in nizozemsko piratstvo nad španskimi ladjami, ki so prevažale kovinsko bogastvo iz Amerike v metropolo. To je povročilo enega od mnogih vzrokov neprestanih konfliktov in vojnih spopadov med Španijo in ostalimi državami evropske celine, zlasti v odnosu z Anglijo in Francijo, ki sta Španijo prisilili, da jima nameni velik del bogastev pridobljenih v kolonijah in s tem skušali zmanjšati njeno moč.
Zaščitniški ukrepi in zaprte mej, ki jih je Španija uvedla v svojih kolonijah, niso imeli le gospodarskih razlogov; imeli so tudi ideološko ozadje, saj so želeli preprečiti, da bi nove verske ideje protestantske reformacije dosegle ameriška ozemlja, kar bi ogrozilo privilegije in vlogo katoliške cerkve v kolonijah novega sveta. Španska krona je sprva določila, da je v Sevilji edino pristanišče, ki je imelo dovoljenje za trgovanje z ameriškimi posestmi, in je preko Case de Contratación v Sevillji urejala čezatlantsko trgovino, s čimer so nadzorovali prihod in odhod ladij ter potnikov, ki so potovali v Ameriko in iz nje. Trgovci iz Sevilje , kasneje pa tudi tisti iz Cádiza, so imeli koncesijo za izključno trgovanje z Ameriko, kar jim je prinašalo ogromne gospodarske koristi. Več let so trgovci iz obeh pristanišč ohranjali monopol nad izdelki, kot so vino, oljčno olje, papir, fina tekstilna tkanina, železno orodje in drugi izdelki, katerih proizvodnja je bila v Novi Španiji prepovedana, da bi s tem zaščitili španske proizvajalce in izdelovalce. Uveden je bil carinski davek, imenovan »almojarifazgo«, ; uvozna dajatev v Novi Španiji je tako znašala 10 % vrednosti uvoženega blaga iz Španije, vendar pa je bilo treba k ceni izdelkov prišteti še dodatnih 5 % za izvozno dajatev, ki se je plačevala v španskih pristaniščih. Cena vina je bila ob odhodu iz španskih pristanišč obdavčena z dodatnimi 10 %, kar pomeni, da se je njegova cena samo zaradi davkov zvišala za 20 %. Nekaj let je bilo , podobno kot v drugih kolonijah, popolnoma prepovedano trgovati s tujimi podložniki ali državami. Vendar pa je sčasoma ameriško povpraševanje po španskih izdelkih upadlo, ti izdelki pa so bili nazadnje nadomeščeni z drugimi, proizvedenimi v Angliji, na Nizozemskem, v Franciji in Italiji.
Uvoz tujih izdelkov v ameriške kolonije, ki je v večini primerov potekal preko tihotapstva, je imel negativne posledice za špansko gospodarstvo, ki je začelo zaostajati za gospodarstvi drugih evropskih držav.

## V Ameriki
V letih 1517 in 1518 je Diego Velázquez de Cuéllar, kot guverner Kube, organiziral odprave z namenom da bi presegel vse dotedanje evropske dosežke. Kot rezultat so bila odkrita današnja ozemlja polotoka Jukatan, Tabasca in Veracruza. Za tretjo odpravo bil kot vodja sprva imenoval Hernána Cortésa, vendar si je tik pred odhodom premislil. Kljub temu je Hernán na skrivaj dvignil sidro in februarja 1519 odplul s kubanske obale. Enajst ladij in približno sedemsto mož je začelo raziskovanje ameriškega ozemlja. Najprej so prispeli na polotok Jukatan, kjer so domačini prvič seznanili Cortésa s Quetzalcóatlom. Španci so na celino prinesli sulice, ki so bruhale ogenj in ubijale na daljavo; nože, ostrejše od obsidiana, ki so z enim natančnim udarcem bili zmožni obglavljenja. . Na ta način so opisi jezdecev, konjev, arkebuz, mečev in oklepov močno vplivali na mezoameriški obstoj.
Med 5. in 10. julijem je Cortés ustanovil prvo mesto z zahodno tradicijo na celini. Poimenoval ga je Villa Rica de la Veracruz, kot simbol tega da prava vera prinaša bogastvo. Tam je napisal prvo poročilo kralju Španije. Pet pisem je bilo napisanih med letoma 1519 in 1526, v času največje dejavnosti v Cortésovem življenju, ko je nastajala Nova Španija. Izabela I. Kastiljska je umrla leta 1504, in Kastiljci so zavrnili kralja Ferdinanda, saj so sprejeli le Juano, njuno hčer. Po monarhični krizi je vnuk Katoliških kraljev uspel združiti vladanje v kraljestvih Aragonija in Kastilija. Postal je Karel I., potomec dinastije Habsburžanov. Leta 1519 je umrl njegov dedek po očetu, Maksimilijan, ki je bil cesar Svetega rimskega cesarstva. Mladi Karel je podedoval tudi to krono in postal priznani Karel V. Nemški ter Karel I. Španski. Od Katoliških kraljev je prejel Španijo v procesu politične združitve, poleg tega pa še Sardinijo, Sicilijo, Neapelj, Kanarske otoke in ameriški svet.

Flote in nadzor nad trgovino
Plovba karavel in galeonov čez Atlantski ocean je bila izjemno nevarna, saj so poleg neviht, ki so lahko povzročile brodolome, ladje pogosto napadali pirati in korsarji, ki so ves čas prežali nanje, da bi jim ukradli bogastvo in na nek način prekinili španski merkantilistični monopol.
Leta 1523 je cesar Karel V., v odprtem tekmovanju s portugalskim kraljestvom, ukazal iskanje prehoda ali kanala, da bi omogočil plovbo proti Moluškemu otočju in vzpostavil trgovsko pot z začimbami, ne da bi bilo treba pluti po Sredozemskem morju. Osvojitelj Hernán Cortés je poslal Cristóbala de Olida v Hibueras (današnji Honduras), vendar se je zaradi sporov z Diegom Velázquezem de Cuéllarjem misija končala z uporom in smrtjo Olida. Leta 1526 je cesar Karel V. ukazal, da se trgovina z Ameriko prek Atlantskega oceana izvaja v konvojih, torej v več ladjah, ki bi plule skupaj z medsebojno zaščito. Leta 1543 so trgovci iz Sevilje zahtevali organizacijo sistema flot, kar je pomenilo, da bi konvoje spremljale vojne ladje. Vsako leto sta iz Seville odpluli dve floti: ena proti Veracruzu in druga proti celinskim ozemljem južno od Karibskega morja. Prva, imenovana Flota Nove Španije, je odplula iz Sevilje maja in po treh mesecih prispela v Veracruz; druga, znana kot Flota galeonov ali Flota trdne celine, je avgusta odpotovala iz Španije proti Cartageni, današnji Kolumbiji. Ker je bil njen končni cilj Peru, so ladje raztovorili na panamski ožini, na kraju, imenovanem Nombre de Dios (kasneje Portobelo), od tam pa so blago s splavi in mulami prepeljali do mesta Panama na obali Tihega oceana, kjer so jih perujski trgovci kupili s srebrom, da bi jih odpeljali v Limo.

### Španska imigracija
Po osvojitvi je v Novohispanske dežele prispelo številno špansko prebivalstvo, večina od njih pa je bila spodbujena z novicami o odkritju bogatih srebrnih rudnikov. Španci so bili edini Evropejci, ki so bili zakonito sprejeti v ameriške kolonije, saj je krona omejevala vstop drugih Evropejcev zaradi političnih in verskih vojn z nekaterimi izmed teh narodov. Po drugi strani pa niso bili vsi Španci sprejeti na enak način, saj so imeli prednost tisti, ki so pripadali kraljestvoma Kastilija in Leon. Vendar pa so nekateri Evropejci, kot so Francozi, Nizozemci, Belgijci in Nemci, bili začasno sprejeti v Novo Španijo. Od leta 1580 je bil pristop omogočen tudi Portugalcem, ko je monarh Filip II. združil Španijo s Portugalskim kraljestvom; vendar pa so v Ameriki ostali le kratek čas, saj so jim po izbruhu konfliktov med obema narodoma leta 1640 ukazali, naj zapustijo španske kolonije. Špansko prebivalstvo se je v Novih Španiji povečalo skozi kolonijalno obdobje: okoli leta 1570 je štelo približno 63.000 oseb, ki so bile pravno priznane kot Španci, do leta 1750 pa je število naraslo na skoraj 600.000. To prebivalstvo, ki je bilo šteto kot špansko, ni bilo v celoti evropskega porekla, saj so bili otroci mešanega porekla med Španci in domačini, rojeni iz zakonitih zakonskih zvez, prav tako šteti kot Španci. Kljub temu so Španci v Novih Španiji vedno predstavljali manjšino.

### Afriški sužnji
V prvih letih osvojitve in kolonizacije so Španci dovolili, da so sužnjevali Indijance, ki so nasprotovali in se borili proti njim. Španci so to suženjstvo upravičevali, saj so menili, da so bili Indijanci zajeti v tem, kar so imenovali »pravična vojna«. Prav tako so bili osvajalci dovoljeni, da »rešijo kose«, to pomeni, da so se prisvojili Indijance, ki so že bili sužnji v predhispanski družbi. Vendar so ti sužnji pogosto umirali, saj niso prenesli težkih del v plantažah sladkorne trske in rudnikih. Španska krona je večkrat prepovedala suženjstvo med Indijanci, da bi jih zaščitila, saj je menila, da morajo biti vsi Indijanci svobodni in se odločila, da jih morajo nadomestiti afriški sužnji, ki so bili bolj odporni na težko delo. Zmanjšanje indijanske populacije zaradi epidemij je prav tako spodbudilo povečanje nakupa črnih sužnjev. Spodaj naveden citat pojasnjuje vrednost, ki so jo imeli Indijanci za protest: Tisto, kar so se Indijanci naučili od Špancev, je bilo pravzaprav protestirati proti suženjstvu in imeti pravico, da pravno ukrepajo proti sužnjelastnikom.
Afriški sužnji so prispeli v Novo Španijo neposredno iz Afrike ali iz Karibskih otokov, kamor so jih Španci in Portugalci pripeljali že pred leti, in so se že bili asimilirani . Del njih je bil zakonito vpeljan na novohispanska ozemlja s strani Špancev in Portugalcev, ki so imeli dovoljenje kralja, medtem ko je drugi del vstopil nezakonito, pod vodstvom drugih Evropejcev, kot so Angliji, Francozi in Nizozemci. Okoli leta 1570 je približno 35 odstotkov delavcev v najpomembnejših rudnikih Nove Španije predstavljalo afriške sužnje. Do sredine 17. stoletja je med 800 in 10.000 sužnjev prebivalo ob obali Mehiškega zaliva in delalo na plantažah sladkorne trske. Kljub temu je večina afriških sužnjev delala kot hišni delavci in prebivala v Meksiku. Ta sektor je bil obravnavan kot nižja skupina v novohispanski družbeni hierarhiji.
Pravi se, da je med leti 1605 in 1622 v Novo Španijo vstopilo okoli 30.000 sužnjev, kar je zelo veliko število, če upoštevamo, da so mnogi umrli zaradi slabe prehrane med prečkanjem Atlantskega oceana v prenatrpanih ladjah, brez higienskih pogojev. Nekateri sužnji, utrujeni od nečloveških del, katerim so bili prisiljeni, so bežali v gore in džungle, kjer so ustanovili naselja, znana kot palenki, večkrat pa so se tudi uprli španskim oblastemol. V času virreinalne dobe so se črnci mešali z indijansko, azijsko in belo populacijo, različne mešanice pa so povzročile nastanek večetnične družbe.

### Trgovina s Perujem in Filipini
Z namenom ohranjanja zaprtega trgovinskega monopola med Španijo in njenimi ameriškimi posestmi je metropola omejila in celo prepovedala trgovino med virrejinati Nove Španije in Perujem v obdobju leta 1604. Kljub temu je trgovina med virrejinati, predvsem iz pristanišča Huatulco v Oaxaci, ki je bilo povezano z Oaxaca in drugimi novohispanskimi mesti, ostala stalna in včasih celo tajna. Ocenjuje se, da je okoli leta 1550 približno trideset ali štirideset manjših ladij prevažalo tovore in potnike med Huatulcom in pristaniščem Callao v Peruju. Kasneje je pristanišče Acapulco tudi sodelovalo v trgovini s Perujem. Ker je bila proizvodnja srebra v perujskih rudnikih zelo visoka, španska populacija pa majhna, je nastal presežek te kovine, ki je omogočila izmenjavo z novohispanskimi proizvodi in izdelki. Poleg tega je osvojitev in kolonizacija Filipinov v drugi polovici 16. stoletja s strani Španskega imperija omogočila intenzivno trgovino med Azijo in Ameriko. Manilanski galeon je plul po poti Manili-Acapulcoin in je prevažal zelo dragoceno blago. Prvo potovanje je bilo izvedeno leta 1573, zadnje pa leta 1821. Galeon je izplul iz pristanišča Acapulco proti Marijanskim otokom v Tihem oceanu, nato pa proti Filipinom. Potovanje, dolgo in težko, je običajno trajalo dva do tri mesece, medtem ko je povratna pot (tornaviaje) trajala od pet do sedem mesecev zaradi morskih tokov in vetrov. Nao de China je prevažal mehiško srebro, ki je bilo v Aziji zelo dragoceno, saj je bilo na tem kontinentu bolj redko kot v Evropi. S tem srebrom so kupovali luksuzne izdelke iz Azije po zelo nizkih cenah, da bi jih kasneje prodali v Ameriki in Evropi po višjih cenah. V Manili so naladali slonovino, svilo, kitajski porcelan, klinček z Moluk, cimet iz Cejlona, ingver iz Malabarja, sandalovino iz Timorja ter druge proizvode. Ko je Nao de China prispel v pristanišče Acapulco, se je od konca 16. stoletja organiziral sejem, ki je trajal približno mesec dni. Na tem sejmu so prodajali orientalske izdelke, na galeon pa so nalagali blago (najpogosteje kakav, vanilijo, razna barvila, ustnje in seveda srebro), ki je bilo poslano nazaj v Manilo. Mnogi izdelki, ki so prispeli v Acapulco , so bili prepeljani na prtljagi ki so jo razvažali na mulah do pristanišča Veracruz, od koder so bili naloženi na ladje in poslani v Španijo. Zahvaljujoč surovinam in izdelkom, ki so prišli iz Nao de China, so lahko spoznali umetniški vplivi drugih ljudstev.
Trgovci iz Peruja, ki so imeli velike količine srebra, so zaprosili Koro za dovoljenje za neposredno trgovanje s Filipini. Kljub temu je Kraljeva oblast, ki je bila zaskrbljena zaradi izgube nadzora nad trgovino z Azijo, prepovedala Peruju neposredno trgovanje s temi otoki in celo nakupovanje blaga iz Filipinov. Kljub tem omejitvam je bilo povpraševanje po orientalskih in novohispanskih izdelkih v Peruju tako veliko, da so se trgovci uspeli znajti in vnašati blago na črni trg.

### Obramba španskih Karibov
Karibski morje je imel intenziven pomorski promet. Nekatere ladje iz Flote Nove Španije, katere končni cilj je bil Veracruz, so se med potovanjem ločile in se odpravile proti Hondurasu, Portoriku, Santo Domingu in Kubi. Flota Galeonov je med potovanjem pustila nekatere ladje, ki so se odpravile na otok Margarita, otok Guaira, Maracaibo (danes v Venezueli) in Riohacha (danes v Kolumbiji). Poleg tega so čolni in kanuji ves čas pluli po Karibih, povezovali so pristanišča različnih otokov. Prihod flot je bil razlog za veliko veselje. V ameriških pristaniščih so na ladje stopile lokalne oblasti in tisti, ki so pobirali davke. Nato so začeli raztovarjati blago, običajno na črnih tovornih ladjah. Z njihovim prihodom so se organizirali sejmi, na katere so prihajali ljudje z različnih regij, da bi si izmenjali blago. Povratek flot je bil izjemno nevaren, saj so bile naložene s srebrom in drugimi ameriškimi proizvodi, kot so grana ali kaktusni črv, indigo, kakav, tobak in blago iz Azije, kot so porcelan, slonovina, laki, pohištvo iz dragocenih lesov in svile. Da bi zaščitila Karibe, je krona ukazala ustanovitev flote Barlovento. Pirati in korzari, Francozi, Angleži in Nizozemci so skrbno preučevali manevre flot in se pripravljali na napad. Svoje baze so postavili na otoku ali v zalivu Karibskega morja, kjer so se oskrbovali z živili in orožjem za napade na ladje in nekatera pomembna pristanišča na otokih ali na celini.
Zaradi svoje strateške pomembnosti sta bila Veracruz in Campeche stalni tarči napadov piratov in korzarjev. Za zaščito svojih pristanišč je španska krona naročila gradnjo utrdb in obzidij okoli mnogih mest. Kljub tem prizadevanjem pa se ni mogla izogniti, da so Angleži leta 1665 zasedli Jamajko in del vzhodne obale Srednje Amerike, kot sta ozemlje Belizeja in del atlantske obale Nikaragve, ki so bili odvzeti Španski kroni in so prešli v last britanskega imperija.

### Usoda mehiškega srebra
Kljub nevarnosti, ki so jo predstavljali pirati in korsarji za španske ladje, se je trgovina čez Atlantik začela povečevati sredi 16. stoletja, ko so bile odkrite rude srebra v današnjih zveznih državah Zacatecas, Guanajuato, Hidalgo in San Luis Potosí. Vsako leto je flota odpeljala večji del novohispanskega srebra v Španijo. Del tega srebra je bil uporabljen za plačilo blaga, ki je prihajalo v Evropo, del je bil izvožen s strani posameznikov, preostanek pa je bil namenjen za plačilo petine (quinto real). Ta situacija je povzročila tako pomanjkanje denarja v obtoku v Novi Španiji, da so morali trgovci ob odhodu flote trgovati preko kreditov. Tudi manjši trgovci so si izmislili lastne enote menjave, s katerimi so opravljali svoje vsakodnevne trgovinske transakcije. S srebrom iz Amerike je Španska krona pokrila velik del dolgov, ki so jih bili dolžni korporacijam , kot je krščanska cerkev , ter do premožnih posameznikov,katerim so posodili denar za kritje stroškov, ki so izhajali iz nenehnih vojaških spopadov z drugimi evropskimi narodi, ter kupovala izdelke, ki jih zaradi začetnega industrijskega razvoja ni bila sposobna proizvajati. Trgovska politika je določala, da sta bogastvo in moč temeljila na kopičenju zlata in srebra. S srebrom je Španija morala kupovati tuje izdelke po visokih cenah, ki so postali še dražji, ko so prispeli v virenate. To pojasnjuje vzpon tihotapljenja. Že v 17. stoletju se je situacija glede destinacije srebra spremenila, predvsem v drugi polovici. Po kraljevskih zapisih so pošiljke srebra v Španijo, ki so bile velike v 16. stoletju, začele upadati v 17. stoletju. Ta pojav je imel različne vzroke. Prvič, novohispanski posamezniki so začeli ponovno vlagati srebro v ameriškem ozemlju; poleg tega je bilo zelo pomembno tihotapljenje novohispanskega srebra v druge evropske države, kot so Nizozemska, ; nazadnje so pogosti napadi piratov na ladje, ki so se vračale v Španijo polne srebra, zmanjšali pošiljanje ogromnih količin srebra. Dejstvo je, da je v drugi polovici 17. stoletja veliko srebra ostalo v Novi Španiji, kar je pripomoglo k oživitvi kolonijalne ekonomije. Novohispansko srebro je bilo tudi razporejeno skozi trgovino skoraj po celem svetu, doseglo je celo Kitajsko, Indijo in druge azijske kraje. Srebro je spodbudilo mednarodno trgovino in okrepilo ekonomsko ter vojaško moč španskega imperija.